# Масала

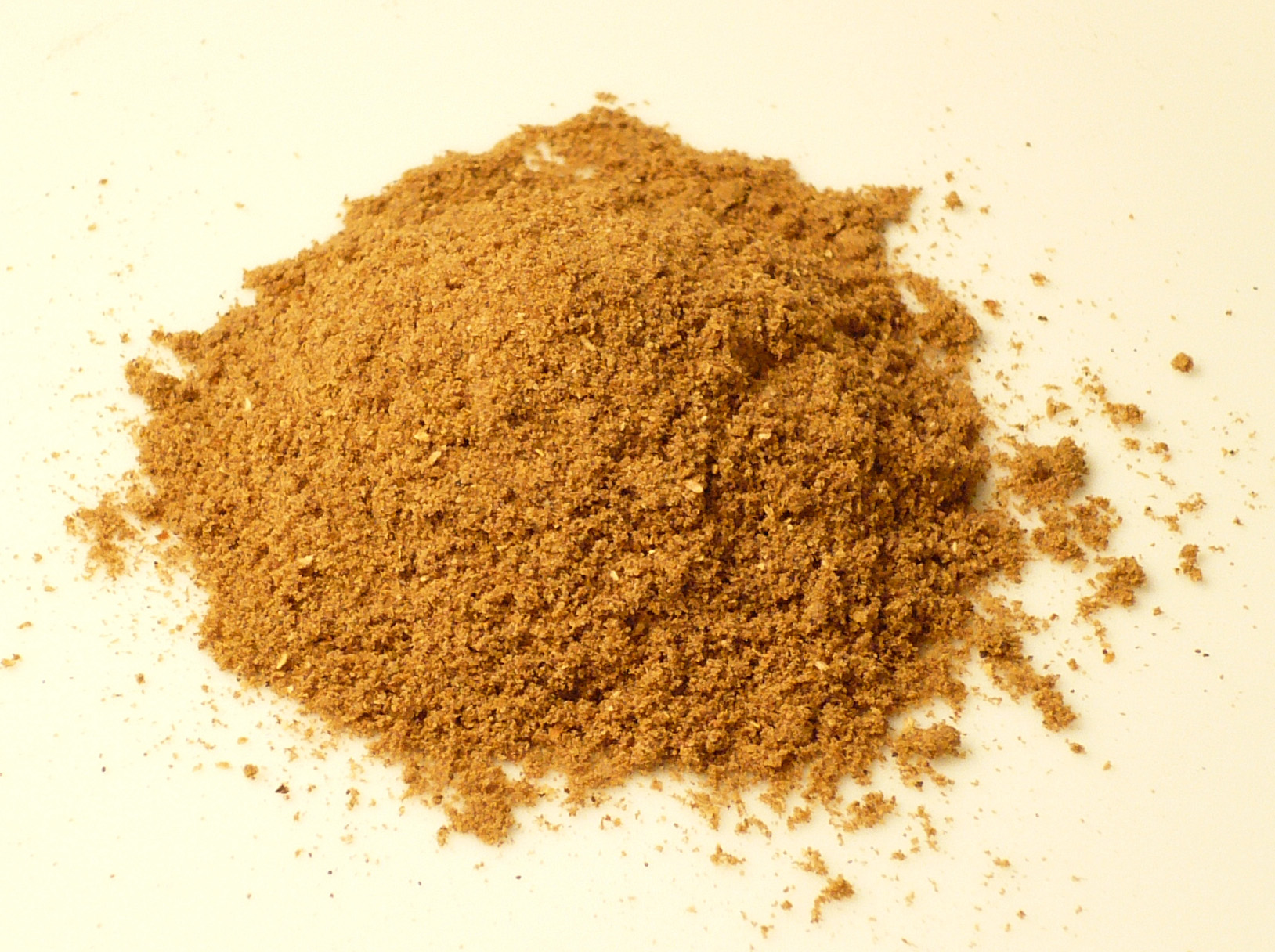
Гарам масала

Масала (англ. masala; гінді मसाला; урду مصالہ‏) — термін, який вживають в кухнях Південної Азії (у тому числі індійській, бангладешській і пакистанській) для означення суміші спецій. 
Склад масали визначається залежно від призначення приправи. Масалою в Індії називають як прості (з 2-3 інгредієнтів), так і складні суміші (понад 10 пряних трав). Однак у масалі найчастіше міститься перець і гострі приправи.
Існує безліч рецептів масали для різних страв (гарам масала, чаат масала, тандурі масала). Це може бути суміш із сушених спецій або паста (наприклад, виндалу масала), яка готується із суміші спецій та інших складників, часто часнику, імбиру та цибулі. Спеції перед змішуванням, кожну окремо, смажать на пательні, зазвичай цілими (не меленими). Залежно від виду масали смаження відбувається або в олії, або на сухій пательні. Після цього спеції подрібнюють. Іноді використовують несмажені спеції (наприклад, для приготування масала-чаю).
В Індії «масалою» називають також національні фільми з різними жанрами.